# رجب چتین
رجب چتین (انگلیسی: Recep Çetin؛ زادهٔ ۱ اکتبر ۱۹۶۵) بازیکن فوتبال اهل ترکیه است.
از باشگاه‌هایی که در آن بازی کرده‌است می‌توان به باشگاه فوتبال ترابزون‌اسپور، باشگاه ورزشی بولوسپور، باشگاه فوتبال بشیکتاش، و باشگاه ورزشی استانبول‌اسپور اشاره کرد.
وی همچنین در تیم‌های ملی فوتبال جوانان ترکیه، زیر ۲۱ سال ترکیه، Turkey national football B team، و ترکیه بازی کرده‌است.